# Paul Dukas
Paul Dukas (Paris, 1 de outubro de 1865 — Paris, 17 de maio de  1935) foi um compositor francês de música clássica do modernismo. Foi também um conceituado professor de composição e crítico musical bastante conhecido.
Autor da composição O Aprendiz de Feiticeiro - baseada em um conto de Johann Wolfgang von Goethe (Der Zauberlehrling) - , que ficou mundialmente conhecida ao ser incluída no filme Fantasia (1940), de Walt Disney, com Mickey Mouse no papel do aprendiz. Perfeccionista extremado, Dukas destruiu parte de sua obra em 1920. Foi professor de Olivier Messiaen e grande amigo de Claude Debussy.

## Composições principais

### Para orquestra
- Sinfonia em dó maior (1896)
- L'apprenti sorcier (O Aprendiz de Feiticeiro) , poema sinfônico baseado em um conto (balada) de Goethe (1897)
- Götz von Berlichingen, abertura
- Polyeucte, abertura para a "tragédia cristã" de Pierre Corneille (1606-1684)  (1910)
- Le roi Lear, abertura (1888)

### Música de Câmara
- Villanelle, para trompa e piano (1906)
- Alla Gitana, para violoncelo e piano

### Música para piano
- Interlude et final, sobre um tema de Rameau
- La plainte, au loin, du faune...
- Prélude élégiaque et variations
- Sonata

### Música vocal
- Sonnet de Ronsard
- Vocalise, para voz e piano

### Cantata
- Hymne au soleil, Sémélé et Velléda (1888)

### Balé
- La Péri (1912)

### Ópera
- Ariane et Barbe-Bleue (1907) (com libreto de Maurice Maeterlinck)